# アイヴァンホー
『アイヴァンホー』（Ivanhoe）は、スコットランドの作家サー・ウォルター・スコットが1820年に発表した長編小説。架空の主人公を歴史的な出来事の中に入れる手法の元祖ともいわれている。

## 背景
物語の舞台は、後述するリチャード1世の解放から、1194年にかけての時代と思われる。
1066年のノルマン人の征服のため、先住民のサクソン人貴族の多くが没落した。1086年の検地帳（ドゥームズデイ・ブック）では、王の直臣180人のうち旧来のサクソン系は6人、16の司教座のちサクソン系は1つのみという徹底した貴族層の入れ替えが行われる。そのため、イングランドでは封建的な豪族の上に王が載るのでない、強力な王権が形成された。
ヘンリー2世はプランタジネット朝の始祖であり、ノルマンディー公領を中心に隣接するアンジュー伯領とイングランド王領という広大な勢力圏を持っており、アキテーヌ公の一人娘アリエノール・ダキテーヌを妻としていた。2人の間にはウィリアム（夭折）を除くと若ヘンリー、リチャード、ジェフリー、ジョンの4人の男子がいた。若ヘンリーはノルマンディーとアンジュー（及びイングランドの共同統治）、リチャードは母親アリエノール・ダキテーヌの所有するアキテーヌ、ジェフリーはブルターニュ公へ婿入りとそれぞれ分配されたが、この時2歳だった年少のジョンは領土を分配されず、そのために欠地（Lackland）と仇名された。ジョンは後にアイルランドを分配されたが、統治に失敗して逃げ帰っている。
1183年に若ヘンリーが死ぬと、ノルマンディー、アンジュー、イングランドはリチャードに継承されることになったが、その際にリチャードはアキテーヌ公領をジョンに譲渡することを拒否した。そのため、ジョンはまとまった領土がない状態であった。当時のプランタジネット朝（アンジュー帝国）の中心地は北フランスであり、イングランドは辺境の領土であった。
1189年にリチャードは父に再度反乱を起こし、ヘンリー2世を打ち負かした。ヘンリー2世は失意のうちに死に、リチャードは王位を継いだ。
1187年のエルサレム陥落後から十字軍結成の機運が高まり、第3回十字軍が実施された。リチャードはイングランドのあらゆるもの（土地・官職・臣従権など）を売り払って軍資金とし、1189年にイングランドを発った。リチャードは仇敵のフランス王フィリップ2世と肩を並べて聖地入りすることにしていたが、足並みは揃わず、フランス王はさっさと先に帰国してリチャードの領土を侵略しはじめた。本来は神聖ローマ皇帝フリードリヒ1世も参加するはずだったが、行軍中に死亡していた。フリードリヒ1世の軍勢はオーストリア公レオポルト5世の軍として参加したが、彼はアッコン陥落の際にリチャードに体面を傷つけられて恨みを抱いていた。オーストリア公旗はイングランド王旗やフランス王旗に比べ格が落ちるとして、リチャードが塔から軍旗を引きずりおろしたためだという。
フランス王フィリップ2世は王弟ジョンを巻き込んでイングランドに対する攻勢を続けていたため、1192年、エルサレム攻撃を果たせずにリチャードは帰国したが、帰途神聖ローマ帝国領内で捕縛され、レオポルト公の捕虜になってしまう。しかしその居所が分かると身代金が支払われ、リチャードは自由を取り戻した。フィリップ2世はこの情報をジョンに知らせたが、その描写が小説にもある。
また、森林法という、本来は狩猟を行うための森林を直轄領として民衆が利用するのを厳しく制限した法律が制定され、それは後に拡大していき、森林も領域を広げていった事情があった。森の義賊ロビン・フッドはアウト・ローのヒーローとしてイングランド人の中で伝説となっていた。
また、ユダヤ人に対する偏見や差別が根底にある時代であり、主人公であるウィルフレッドも過剰ではないにしろ、ユダヤ人に対する偏見はもっている。
王が不在の中、フランス王の後ろ盾で横領を行うジョン、そしてサクソン人の再興を願うセドリックという状況下で小説は始まる。
ただし、作中で描かれたノルマン人とサクソン人の対立は、いささか時代錯誤的なものである事を作者は認めており、本作はそれを承知で描かれたフィクションである。

## あらすじ
サクソン人の郷士セドリックはサクソン王家直系の血を引くロウイーナ姫の後見者であり、同じく王家の血を引くアセルスタンとの結婚を実現させてサクソン人勢力を統合し、サクソン人の復権を願っていた。だが一人息子ウィルフレッドがあろうことかロウイーナ姫と相思相愛になってしまい、セドリックは計画の障害となる息子を勘当する。ところがウィルフレッドは、仇敵のはずのノルマン人のイングランド王リチャードに従いアイヴァンホー領を貰い、十字軍に従軍してしまった。
物語はアイマー僧院長がテンプル騎士団の一員であるギルベールらとセドリックの館で一晩の宿を求めるところから始まる。同じ日にユダヤ人の親娘のアイザックとレベッカ、そして聖地帰りの旅の巡礼がセドリックの館で一晩を過ごす。夕食後に旅の巡礼がロウイーナ姫に聖地で行われた馬上試合の模様を話す。巡礼は最後にギルベールが負かされた話で言葉を濁すが、ギルベールはセドリックの息子ウィルフレッドに負けたこと、そして再戦を望んでいることを自ら言う。セドリックは勘当した息子の活躍に複雑な表情であった。
その夜、巡礼はユダヤ人アイザックをたたき起し、すぐに逃げるように言った。ギルベール達がアイザックの身ぐるみをはがす相談をしていたのを聞いたからである。巡礼が実は騎士身分であることを見抜いたアイザックは、借りを返すため、彼が武具一式を知人から借りることができるように手配することを約束する。

### 馬上試合（Tournament)
王弟ジョンの人気取りのため馬上試合が開かれた。1日目は5人の選ばれた騎士に対し参加者が挑戦する形式であり、2日目は2組に分かれての集団戦、そして3日目は弓の腕比べの予定であった。1日目に最も活躍した騎士は愛と美の女王を選ぶ権利が与えられ、その女性は2日目に最も活躍した騎士に対し栄誉を与えることになっていた。
セドリックはロウイーナ姫とアセルスタンと共に馬上試合にやってきた。アセルスタンは参加するように促されたが、やる気を示さない。
ギルベールは5人の選ばれた騎士の中でもリーダー格であった。挑戦する者たちが全員撃退され観客が失望する中、兜をかぶったままの騎士が勘当された騎士と名乗りギルベールに実槍での勝利を申し込んだ。騎士は誓約を立てているために顔を明かせないといい、そういった誓いは当時一般に認められていたため許された。勘当された騎士はギルベールを破ると残りの4人にも勝ち、王弟ジョンが苦い顔をする中で愛と美の女王を選ぶ騎士に選ばれた。騎士はロウイーナ姫を指名する。
勘当された騎士はセドリックの館に泊まった巡礼であった。セドリックの豚飼いガースを従者とし、ユダヤ人アイザックから約束通り武具を借り参加していた。慣習として勝者は敗者の武具を戦利品とする。4人の騎士からは武具の代わりに相当する代金を受け取るが、ギルベールからの使いには決着をつけることを望み武具の受け取りを拒否した。勘当された騎士は受け取った金をガースに託し、借りている武具を買い取る代金としてアイザックの元へ行かせた。アイザックは喜んで代金を受け取るが、娘のレベッカは父の命の恩人に対する礼として武具を貸したのに代金を受け取るのはおかしいとして、ガースに代金を返した。帰途ガースは山賊に襲われたが、勘当された騎士の従者と知られると、昼の痛快な活躍を見ていた首領が何も取らずに解放した。
翌日、ギルベールと勘当された騎士はそれぞれの組の主将となり、2組に参加騎士が分けられた。アセルスタンは婚約者のロウイーナ姫が目の前で愛と美の女王に選ばれたのが面白くなく、ギルベール側についた。集団馬上試合ではやがてギルベールたち3人の騎士に勘当された騎士が追いつめられるが、それまで試合場の隅で何もしていなかった黒い騎士が突然割り込み、助太刀をした。そのため勘当された騎士の組が勝利しギルベールは打ち負かされたが、勘当された騎士も手傷を負ってしまった。その日の最優秀騎士も勘当された騎士だと衆目は一致していたが、王弟ジョンは面白くなく黒い騎士を指名した。だが黒い騎士は試合終了後に立ち去っており、勘当された騎士が2日目も最優秀に選ばれた。栄誉を受けるために顔を明かすように言われ、勘当された騎士はやむなく顔を明かすが、それはウィルフレッドであった。
ジョンは兄のリチャード王が虜囚から逃れたことを知らされ、日程を繰り上げ、3日目の弓の腕試しをすぐ行うことにした。そこでロックスリーと名乗る者が恐るべき腕前を見せる。
ウィルフレッドの怪我は思ったより深かった。セドリックはウィルフレッドを連れ帰るように命じるが、その前に観戦に来ていたユダヤ人アイザックの娘レベッカが看病のために連れ出していた。従者をしていたガースは農奴であるために、セドリックに見つかり捕えられてしまう。
森の中で黒い騎士は1人の僧の元へ一晩の宿を借りようとする。僧は生臭ですぐに黒い騎士と意気投合し、酒盛りを始めて盛り上がる。

### 虜囚と解放
帰途のセドリック一行は、ウィルフレッドを連れていたアイザックとレベッカ親娘が護衛に逃げられ困っているところに行きあい、仕方なく同行させる。ウィルフレッドは馬車の中に寝かせられ、誰にも気付かれなかった。しかしそこにギルベール一行が現れてセドリック達を捕え、豪族レジナルド・フロン・ド・ブーフの城に連れて行かれてしまった。一味のモーリス・ド・ブラシーはふとしたことから馬車の中の人物がウィルフレッドであることを知った。アイヴァンホー領を横領しているレジナルド・フロン・ド・ブーフが知ったら殺してしまうであろうが、騎士道のために黙っていた。一行のうち道化のウォンバと豚飼いのガースは逃れることができた。
セドリックとアセルスタンは一緒の部屋に幽閉された。一方でギルベールはユダヤ娘のレベッカの美しさに惹かれる。モーリス・ド・ブラシーはロウイーナ姫を貰おうと考える。
弓試合の勝者ロックスリーが森の僧の戸を叩いた。ガースとウォンバと出会ったロックスリーはガースを逃がした森の義賊の首領であり、セドリック一行の解放を約束し、その助力を森の僧に頼みに来たのであった。黒い騎士も助力を願い出ると、アウトロー達を集めてフロン・ド・ブーフの城へ押し寄せた。
一方でウォンバは僧の振りをして告解のためにフロン・ド・ブーフの城へ入り込み、セドリックの身代わりとなり、セドリックを脱出させた。セドリックは自分よりもサクソン王家の地を引くアセルスタンを逃がすように言うが、ウォンバは自分の主人はセドリックだと主張し、アセルスタンもセドリックが脱出して救出の手助けをしてくれるように言ったために、セドリックは服を交換して牢を出た。その途中、城の奥にいる老女ウルリカと出会う。老女はセドリックの父の親友の娘であり、その一族がフロン・ド・ブーフの父親に攻め込まれた際に親兄弟を殺され自身は慰み者になっていたのだった。しかし年をとり誰にも顧みられなくなっていた。ウルリカは自分のつらい人生を語り自分のみじめさを訴えるが、セドリックはなぜ隙をみて殺さなかったのかと言い、ウルリカは名誉を取り戻すためにはそれしかないとうなずく。セドリックはそのまま城を出て黒い騎士たちと合流する。
黒い騎士の指揮の下、ロックスリーたちは城攻めを開始した。ギルベールらも奮戦するが、旗色が悪い。モーリス・ド・ブラシーは戦死し、フラン・ド・ブーフはウルリカが城に火を放ったために、逃れられずに焼死した。ギルベールはレベッカを連れて逃げるが、自由の身となったアセルスタンがロウイーナ姫を連れて逃げようとしているのだと勘違いし装備もないまま立ちはだかり、ギルベールに脳天を叩き割られてしまった。
ウィルフレッドは塔の一室にモーリス・ド・ブラシーによって移され、レベッカが看護していた。火が回って危ういところをレベッカはギルベールが連れ出し、ウィルフレッドはとり残されたが、黒い騎士が助け出した。
セドリックはアセルスタンの最期を聞き、助け出したロウイーナ姫を連れてロックスリーと黒い騎士に感謝を伝えた。黒い騎士はこの借りを返してもらうつもりだと言った。

### 裁判
レベッカを連れ出したギルベールはアイマー僧院長の元へ戻ったが、ユダヤ人の女性を連れていることはすぐに知られてしまった。ギルベールはレベッカに愛を告白し、受け入れてくれるならばギルベールは今の境遇を全て捨て、中東へ行って一緒に住むとまで言うが、レベッカはギルベールの愛を拒絶した。レベッカは宗教裁判で聖堂の騎士を異教徒の身で誘惑し堕落させたとして死刑を宣告されるが、見知らぬ人からの助言で代戦士を求めた。レベッカのために戦う戦士が勝てば、レベッカが正しいことが証明され無罪となる。しかしユダヤ人であるレベッカのために戦うような人物はすぐには見つからない。レベッカはウィルフレッドは重傷であることを知っており、彼にはに頼めないことは分かっていた。アイザックはレベッカがギルベールに捕えられたことを知って僧院へ向かったが追い出されてしまう。そしてレベッカの代戦士を見つけるために出発する。
セドリックはアセルスタンの居城に行き、善後策を練ることにしていた。アセルスタンの葬儀を営むが、そこへ黒い騎士ことリチャード1世が現れた。リチャード1世は勘当された騎士ことウィルフレッドの勘当を許すように求めた。そこへアセルスタンがひょっこりと現れる。アセルスタンは実は死んでおらず、回復して戻ってきたのであった。アセルスタンはロウイーナが自分を愛していないことを実感しており、ロウイーナとの婚約を自分から取り消した。そして友であるウィルフレッドとロウイーナの仲を祝福する。2人共が結婚を求めていないことを知り、セドリックはサクソン王家の復権を諦め、ウィルフレッドの勘当を許した。ウィルフレッドは黒い騎士ことリチャード1世に傷が治るまで動かないように命じられるが、レベッカの件を聞き、直ちに僧院へ向かった。
ギルベールはレベッカにこのままではレベッカも死に、代戦士も必ず自分に殺されると言い、翻意を促していた。共に逃げようというのであるが、レベッカは頑なに拒む。ついにギルベールはレベッカのために戦おうとまで思ったのである。そこへ期限直前にウィルフレッドが来ると、ギルベールは今までの行きがかりもあり、レベッカを死に追いやることとは知りながら、ウィルフレッドと戦う。しかしウィルフレッドが勝ち、ギルベールは死んでしまった。
レベッカは無罪を勝ち取ったが、ウィルフレッドを愛しつつもロウイーナ姫とウィルフレッドの仲を知っており、身を引くかのようにスペインへ向かおうと父のアイザックへ言うのであった。

## 登場人物
サー・ウィルフレッド・オブ・アイヴァンホー (Sir Wilfred of Ivanhoe)
サクソン人セドリックの一人息子。物語の主人公。父の不興を買い勘当され、ノルマン人のイングランド王リチャード1世（獅子心王）に仕え、アイヴァンホー領を与えられる。第3次十字軍に王の忠実な部下の一人として従軍するが、傷のためにリチャード王が帰国の途についてしばらくはシリアに留まっていた。
セドリック・オブ・ロザウッド (Cedric of Rosewood)
サクソン人の貴族。「サクソン人(Cedric the Saxon)」と通称されるほどサクソン人であることにこだわる。ロウイーナ姫の後見者としてサクソン人の再興を願っている。一人息子のウィルフレッドがロウイーナ姫と恋仲になってしまったことに腹を立て、勘当してしまった。そのウィルフレッドが敵（かたき）であるノルマン系のリチャード王に仕えているのは心外なことであった。
ロウイーナ・オブ・ハルゴットスタンドスティード (Rowena of Halgotstandsteed)
アルフレッド大王の血をひくサクソン人の中で最も高潔な血統の女性で、多くの領地も引き継ぐ。また、非常な美女として描写されている。ウィルフレッドの行方を気にしている。
アセルスタン・オブ・コニングズバラ (Aethelstane of Coningsborough)
サクソン人の血を引く騎士。セドリックからロウイーナ姫と結婚してサクソン人の王統を統一してほしいと望まれており、本人もロウイーナ姫のことを想っている。武芸はたつが、おっとりとしており、セドリックをやきもきさせることも多い。大食漢である。
黒い騎士 (Black Kinght)
王弟ジョンの馬上試合の2日目に現れ、勘当騎士を救うと姿を消した。森で僧タックと出会い意気投合すると、ロクスリーらと共に行動を共にする。その正体は最後に明かされる。
ロバート・ロクスリー (Robert Locksley)
森の義賊。馬上試合の集団戦の後に行われた弓の試合で人並み外れた腕前を見せつけた。その正体は伝説のロビン・フッドだということは読者には容易には想像がつくようになっている。
タック (Friar Tuck)
森に住むコプマンハーストの僧となのる生臭坊主。ロクスリーと知己の中であり、黒い騎士と共にロクスリーの手助けをする。ロビン・フッド伝説には必ず出てくる相棒。原作でははっきりと名前は出していないが、伝説ではタックと呼ばれているという表記の仕方をしている。
ウォンバ (Wamba)
セドリックの道化師。セドリックの寵愛を受けている。
ガース (Gurth)
セドリックの農奴の豚飼い。聖地帰りの巡礼に従いセドリックの元を離れる。
アイザック (Isaac)
ユダヤ人の商人。旅の巡礼を助けたことが縁で物語に関わる。ユダヤ人ということで多くの災難を受ける。
レベッカ (Rebecca)
本作品の準ヒロイン。アイザックの美しく心が優しい末娘。
エイマー僧院長 (Prior Aymer)
王弟ジョンの一派。ギルベールを従えている。
ブリアン・ド・ギルベール (Brian de Bois-Guilbert)
テンプル（聖堂）騎士団の一員。王弟ジョンの一派。第3次十字軍に参加していたが、その地での馬上試合においてウィルフレッドに負けて以来、宿敵となっている。本作の敵役。
レジナルド・フロン・ド・ブーフ (Reginald Front-de-Boeuf)
ノルマン人の豪族。トルキルストーンを居城としている。王弟ジョンの寵臣の一人で、ウィルフレッドのアイヴァンホー領をジョンから勝手に与えられており、リチャードの帰国を恐れる一人。
モーリス・ド・ブラシー (Maurice De Bracy)
ノルマン人の騎士。傭兵隊長。フロン・ド・ブーフと行動を共にしている。
ウルリカ (Ulrica)
ウルフリードと名乗っている。かつてセドリックの父とは親友であった豪族トールキン・ウォルフガングの一人娘。城がフロン・ド・ブーフに乗っ取られた際に父と兄達は殺され、自らは慰み者となり生き延びて老婆となった。
リチャード1世（獅子心王） (King Richard)
イングランド王。第3次十字軍からの帰途、オーストリア公に捕えられて行方不明。
王弟ジョン（欠地） (Prince John)
兄の不在の間にフランス王フィリップ（尊厳王）と組んでイングランドを横領しようとしている。アイルランドを与えられたが自らの失敗で失ったような暗愚な人物として描写されている。

## 日本語訳
- 『小説アイバンホー』小原無絃訳 内外出版協会 1919
- 『アイヴァンホー』大町桂月訳 植竹書院、1915
- 『アイヴァンホー』日高只一訳 世界文学全集、新潮社、1929、旧新潮文庫（上下）1935
- 『アイヴァンホー』菊池武一訳 岩波文庫（上下）1964-74
- 『アイヴァンホー』中野好夫訳、世界文学全集9：河出書房新社、1966。グーテンベルク21（上下） 2016（Kindle版）
- 『アイヴァンホー 愛と冒険の騎士物語』岡本浜江訳・依光隆絵 講談社青い鳥文庫（上下） 1997
- 『アイヴァンホー』堂本秋次訳 幻想迷宮書店 2019、Kindle版（電子出版）

## 関連書籍
- 貝瀬英夫『ウォルター・スコット『アイヴァンホー』の世界』朝日出版社 2009

## 派生作品

### 音楽
- ジョアキーノ・ロッシーニのオペラ《イヴァノエ Ivanhoé》（1826年、オデオン座での上演のため過去のオペラより各曲を寄せ集めたもの）
- ハインリヒ・マルシュナーのオペラ《聖堂騎士とユダヤ女 Der Templer und die Jüdin》（1829年）
- オットー・ニコライのオペラ《神殿の騎士 Il templario》（1840年）
- カミーユ・サン＝サーンスのカンタータ《イヴァノエ Ivanhoé》（1864年、ローマ賞応募作品）
- アーサー・サリヴァンのオペラ《アイヴァンホー Ivanhoe》（1891年、この作品を題材にした最も有名なオペラ）
- ベルト・アッペルモントの吹奏楽曲《アイヴァンホー Ivanhoe》（2004年）

### 映画
- Ivanhoe （1913年）: ハーバート・ブレノン監督
- 黒騎士（Ivanhoe, 1952年）: リチャード・ソープ監督　ロバート・テイラー主演　エリザベス・テイラー、ジョーン・フォンテイン、ジョージ・サンダース、フィンレイ・キュリー、セバスティアン・カボット出演
- Баллада о доблестном рыцаре Айвенго（The Ballad of the Valiant Knight Ivanhoe, 1983年）：　セルゲイ・タラソフ監督

### 漫画
- 『リンデングリーンの騎士』（1986年、講談社〈KCフレンド〉） ISBN 978-4-06-106669-4
はざまもりによるアイヴァンホー物語。大筋は原作に沿っているが、登場人物の性格や関係、物語の展開に独自の解釈が施されている。ヒロインはレベッカであり、終幕でロウィーナはアセルスタンと、ウィルフレッド（アイヴァンホー）はレベッカと結ばれる。

### 子供向け作品
- 『黒覆面の騎士―アイバンホー 名作絵物語』（1953年、グリコ文庫） 池田宣政・土村正寿 (著)
- 『覆面の騎士』世界の名作図書館 39（1969年）
松村達雄による子供向けの抄訳。分量を減らすために一部の改変があるが、おおむね忠実に作られている。

### テレビドラマ
- 1958年: ロジャー・ムーア主演による派生作品
- 1982年: アンソニー・アンドリュース主演によるテレビ映画
- 1986年: オーストラリア製のアニメ作品
- 1995年: Young Ivanhoe（若き日のアイバンホー）テレビシリーズ
- 1997年: 『王の騎士アイバンホー』　アニメ作品
- 1997年: BBCによる5時間のテレビシリーズ
- 1999年: 『アイバンホー伝説』